# Zilda Mayo
Zilda Sedenho, mais conhecida como Zilda Mayo (Araraquara, 2 de março de 1953), é uma atriz brasileira.
Fez grande sucesso nos anos 1970 e 1980, atuando em pornochanchadas e em filmes da chamada Boca do Lixo.

## Carreira
O início da carreira se deu na década de 1970, em comerciais e programas de televisão, como os de Silvio Santos e Ronald Golias.
O primeiro filme foi Ninguém segura essas mulheres (1976), dirigida por José Miziara no episódio "O furo". Foi o primeiro de cerca de 40 fitas, dirigida por cineastas consagrados, como Jean Garret, Ody Fraga, John Doo, Carlos Reichenbach, etc. Com este último fez A ilha dos prazeres proibidos e o episódio "Rainha do Fliperama", no filme As Safadas.
As décadas de 1980 e 1990 trouxeram as primeiras atuações em telenovelas e especiais, como Casa de pensão (1982), Filhos do Sol (1991), Irmã Catarina (1996) e O olho da Terra (1997).

## Filmografia

### Cinema
| Ano  | Título                              | Personagem          | Notas        |
| ---- | ----------------------------------- | ------------------- | ------------ |
| 2022 | Crepúsculo das Deusas               | Ela mesma           | Documentário |
| 2021 | A Senhora Que Morreu no Trailer     | Sônia Silk          |              |
| 1988 | Instrumento da Máfia                | —                   |              |
| 1985 | O Império do Sexo Explícito         | —                   |              |
| 1985 | As Mil e Uma Posições               | —                   |              |
| 1985 | Como Afogar o Ganso                 | Esposa do treinador |              |
| 1984 | A Quinta Dimensão do Sexo           | Dama da noite       |              |
| 1984 | Ivone, a Rainha do Pecado           | Cida                |              |
| 1984 | Paraíso da Sacanagem                | —                   |              |
| 1984 | Transa Brutal                       | Gonô                |              |
| 1983 | O Cafetão                           | —                   |              |
| 1983 | O Escândalo na Sociedade            | Marina              |              |
| 1983 | Juventude em Busca de Sexo          | Lulu                |              |
| 1983 | Tensão e Desejo                     | Marta               |              |
| 1983 | Tudo na Cama                        | Nina                |              |
| 1983 | Bacanais na Ilha das Ninfetas       | Mariza              |              |
| 1983 | As Gatas, Mulheres de Aluguel       | Aretuza             |              |
| 1983 | Muitas Taras e um Pesadelo          | Luisa               |              |
| 1983 | Pecado Horizontal                   | Flora               |              |
| 1983 | Perdida em Sodoma                   | Zari                |              |
| 1983 | O Rei da Boca                       | Arlete              |              |
| 1983 | As Safadas                          | Regineia            |              |
| 1982 | As Ninfas Insaciáveis               | —                   |              |
| 1982 | Casais Proibidos                    | —                   |              |
| 1981 | O Filho da Prostituta               | Mara                |              |
| 1981 | As Meninas de Madame Laura          | Renata              |              |
| 1981 | Volúpia ao Prazer                   | Rosaura             |              |
| 1980 | O Doador Sexual                     | Irene               |              |
| 1980 | Motel, Refúgio do Amor              | —                   |              |
| 1980 | Tara das Cocotas na Ilha do Pecado  | Advogada            |              |
| 1979 | O Caso Cláudia                      | Selma               |              |
| 1979 | A Ilha dos Prazeres Proibidos       | Monique             |              |
| 1979 | A Dama do Sexo                      | Alba                |              |
| 1979 | Liberdade Sexual                    | —                   |              |
| 1979 | O Matador Sexual                    | —                   |              |
| 1978 | Fugitivas Insaciáveis               | Lia                 |              |
| 1978 | Noite em Chamas                     | Laura               |              |
| 1977 | Escola Penal de Meninas Violentadas | Interna             |              |
| 1977 | Internato de Meninas Virgens        | Madrasta            |              |
| 1977 | Presídio de Mulheres Violentadas    | Joana               |              |
| 1976 | Excitação                           | Lu                  |              |
| 1976 | Ninguém Segura Essas Mulheres       | —                   |              |
| 1976 | Possuídas pelo Pecado               | JUssara             |              |

### Televisão
| Ano  | Título                 | Personagem          |
| ---- | ---------------------- | ------------------- |
| 1997 | Olho da Terra          | Gina                |
| 1996 | Irmã Catarina          | Vandisa Leal        |
| 1991 | Filhos do Sol          | Isabel Cristina     |
| 1982 | Casa de Pensão         | —                   |
| 1976 | Programa Silvio Santos | Assistente de palco |

## Ligações Externas
- Mulheres do Cinema Brasileiro

- Zilda Mayo. no IMDb.